# Charops (Beiname)
Charops (altgriechisch Χάροψ Chárops) ist ein Epitheton des griechischen Gottes und Heroen Herakles in Böotien.
Herakles Charops wurde auf dem Berg Laphystion in der Nähe des dortigen Heiligtums des Zeus verehrt. Pausanias berichtet von einer ihm zu Ehren errichteten Statue, die an der Stelle stand, an der Herakles den Kerberos aus der Unterwelt herausgeführt haben soll.
Bei Plutarch wird Charops als Sohn des Herakles bezeichnet und als Vater der Isis genannt.